# الكفوف (تعز)
الكفوف هي إحدى قرى الجمهورية اليمنية. وهي تتبع جغرافيًا لمحافظة تعز. وإداريًا لمديرية المسراخ. يبلغ تعداد سكانها 2439 نسمة حسب الإحصاء الذي جرى عام 2004.